# AM 0500-620
AM 0500-620 (również ESO 119-27) – para oddziałujących galaktyk znajdująca się w konstelacji Złotej Ryby w odległości około 350 milionów lat świetlnych od Ziemi. AM 0500-620 składa się z wysoce symetrycznej galaktyki spiralnej widocznej niemal dokładnie centralnie oraz częściowo zasłoniętej galaktyki tła. Galaktyka tła wcześniej była zaliczana do galaktyk eliptycznych, jednak zdjęcia wykonane za pomocą Teleskopu Hubble’a ujawniły ramiona spiralne oraz jasne węzły gwiazd.